# Mexistenasellus parzefalli
Mexistenasellus parzefalli là một loài chân đều trong họ Stenasellidae. Loài này được Magniez miêu tả khoa học năm 1972.